# H. van Doren
H. van Doren es un seudónimo literario utilizado por Silo que junto a Bruno von Ehrenberg y otros siloistas publicaron diversos libros, en lengua castellana, para difundir el siloismo salvaguardando la integridad física de los miembros de dicho movimiento ante las dictaduras de Argentina y Chile. Entre los años 1970 a 1973 editaron 9 libros por Editorial Transmutación en Santiago de Chile (Chile), impresos por Impresora Camilo Henríquez Ltda.
Durante la dictadura militar, impuesta violentamente por el general Augusto Pinochet en ese país (1973-1990), miles de personas fueron torturadas, asesinadas y exiliadas. 
Los siloistas: Bruno von Ehrenberg, Fernando Lira, Luis Felipe Carvallo, Niels Kupfer y Leonardo Espinoza fueron detenidos cerca de un año en el campo de concentración de Pisagua en una celda de dos metros por cuatro, en la sección conocida como "Las Catacumbas", donde se hallaban los prisioneros incomunicados.  También hubo muchos siloistas detenidos en otros recintos[cita requerida] además de los que tuvieron que abandonar sus países de origen. Situación, esta última, que contribuyó a la propagación de las ideas del Humanismo Universalista por Europa, Asia y Norteamérica.
Silo es el seudónimo literario de Mario Luis Rodríguez Cobos, quién dio origen al Movimiento Humanista. Estos libros sirvieron de base para el estudio y la experimentación de distintas disciplinas e ideas que chocaron fuertemente con los gobiernos de turno.

## Libros bajo el seudónimo H. van Doren
Bruno von Ehrenberg no escribió estos libros, sino que los editó por encargo de Silo, fundador de la corriente de pensamiento Humanismo Universalista, también conocido como Nuevo Humanismo. Silo es el seudónimo literario de Mario Luis Rodríguez Cobos, escritor argentino fallecido el 16 de septiembre de 2010.
El 30 de abril de 1998 Mario Rodríguez Cobos (Silo) responde a consultas relacionadas con este seudónimo con la siguiente nota que circuló entre amigos humanista vía Internet:
"Algún coordinador me pregunta si la página web de "H. van Doren" ha sido confeccionada o puesta por mi. Respondo: no, en absoluto. Allí hay varios libros muy simpáticos que circularon en la década del '70, tales como Poética Menor, Silo y la Liberación, Jaque al Mesías y Siloismo. En esa colección todavía están faltando Cuadernos de Escuela, Meditación Trascendental, Manual del Poder Joven y Exordio del Poder Joven. Y no se editó ningún otro libro. A esas producciones las puse bajo el seudónimo de H. van Doren encargando a un amigo de la época, Bruno Ehrenberg, que las editara. En cuanto a los comentarios fuera de esos materiales; o apuntes (que cualquiera puede lanzar sin consulta); o nuevos libros del género que no son los anotados más arriba, todo el mundo tiene derecho a hacerlos circular pero no está bien que se me atribuyan de modo directo o indirecto."Mario R. 30/04/98

Jaque al Mesías 

Inscripción N.º 38.017 

Primera edición 5 de mayo de 1970 

Silo y la Liberación 

Inscripción N° 39.172 

Primera edición 21 de abril de 1971 

Segunda edición 21 de julio de 1971 

Manual del Poder Joven 

Inscripción N.º 39.187 

Primera edición 10 de mayo de 1971 

Exordio del Poder Joven 

Inscripción N 39.453 

Primera edición 23 de octubre de 1971 

Segunda edición 15 de noviembre de 1971 

Poética Menor 

Inscripción N° 39.323 

Siloísmo: doctrina, practica y vocabulario 

Inscripción N° 39.937 

Meditación Trascendental 

Segunda edición 19 de enero de 1973 

Inscripción N.º 40.946 

Cuadernos de Escuela 

Inscripción N.º 41.403 

Primera edición 28 de octubre de 1973 

Segunda edición 6 de diciembre de 1973 

La Mirada Interna - Anónimo (*) 

Copyright Edit. Transmutación, Santiago de Chile - 1973. 

(*) La Mirada Interna (en esta edición de Editorial Transmutación) apareció como "Anónimo" en 1973, que como en los anteriores, el uso del seudónimo H. van Doren o en este caso el anonimato, pretendió cumplir con la función de salvaguardar la integridad del autor real (Silo) en tiempos de dictaduras militares en Argentina y Chile. Posteriormente este libro hizo parte de la trilogía, ahora si firmada por Silo, bajo el título "Humanizar la Tierra" que ha sido traducida a multitud de idiomas y dialectos y publicado por reconocidas editoriales (Plaza & Valdés, Planeta, Editorial Leviatán, Ediciones León Alado, Virtual Ediciones, en su versión castellana en 1989, entre otras). Revisado por el autor este escrito, se constituyó unos años anteriores de su muerte, en "El Libro" de "El Mensaje de Silo" que consta de otras dos partes conocidas como "El Camino" y "La Experiencia". Este ha sido editado por las siguientes editoriales: EDAF de España, Ulrica de Argentina, Multimage de Italia, Editions Réferences de Francia y Editorial Virtual de Chile.